# Mastax florida
Mastax florida é uma espécie de carabídeo da tribo Brachinini, com distribuição restrita à Índia.